# Akodon simulator
Akodon simulator је врста глодара из породице хрчкова (лат. Cricetidae). 

## Распрострањење
Присутна је у следећим државама: Аргентина и Боливија.

## Станиште
Станиште врсте је травна вегетација. 
Врста је присутна на планинском венцу Анда у Јужној Америци. 

## Угроженост
Ова врста је наведена као последња брига, јер има широко распрострањење и честа је врста.